# Florent Hadergjonaj
Florent Hadergjonaj (Langnau im Emmental, 31 de julio de 1994) es un futbolista kosovar que juega de defensa en el Alanyaspor de la Superliga de Turquía.

## Trayectoria
Se formó en la cantera del FC Langnau donde dio sus primeros pasos para convertirse en futbolista. Después jugó en las canteras del FC Thun y del FC Luzern, para llegar a la cantera del BSC Young Boys, uno de los clubes más importantes de Suiza. En 2013 debutó en la Superliga de Suiza con el club suizo. En el club permaneció hasta 2016. En sus tres temporadas, jugó 48 partidos y marcó 7 goles.

### F. C. Ingolstadt
En verano de 2016 el F. C. Ingolstadt se hizo con su fichaje. Hizo su debut oficial el 22 de octubre de 2016 en el partido que enfrentó al Ingolstadt contra el Borussia Dortmund. Su primer gol llegó el 2 de abril de 2017 contra el Mainz 05, gol que sirvió para la victoria de su equipo.

### Huddersfield
Tras el descenso del Ingolstadt, en verano de 2017 fichó por el Huddersfield Town A. F. C. de la Premier League inglesa.

### Turquía
El 31 de enero de 2020 el Kasımpaşa S. K. hizo oficial su llegada como cedido hasta final de temporada. En septiembre regresó al club en propiedad y firmó un contrato de tres años de duración. Una vez este expiró siguió en el país jugando para el Alanyaspor.

## Selección nacional
Fue internacional con la selección de fútbol sub-20 de Suiza, con la selección de fútbol sub-21 de Suiza y con la absoluta, con la que llegó a debutar en un amistoso ante Bielorrusia el 1 de junio de 2017.
El 9 de mayo de 2019 la Federación de Fútbol de Kosovo comunicó que había obtenido el pasaporte kosovar y que podría representar a su selección. Debutó con Kosovo el 10 de junio de ese mismo año en un partido de clasificación para la Eurocopa 2020 ante Bulgaria.

## Clubes
| Club                       | País       | Año       |
| -------------------------- | ---------- | --------- |
| B. S. C. Young Boys        | Suiza      | 2011-2016 |
| F. C. Ingolstadt 04        | Alemania   | 2016-2017 |
| Huddersfield Town A. F. C. | Inglaterra | 2017-2020 |
| Kasımpaşa S. K. (cedido)   | Turquía    | 2020      |
| Kasımpaşa S. K.            | Turquía    | 2020-2023 |
| Alanyaspor                 | Turquía    | 2023-     |